# Russisch-Litauischer Krieg (1368–1372)
Der Russisch-Litauische Krieg von 1368–1372, der in den russischen Chroniken als Litowschina (russisch: Литовщина) bezeichnet wird, umfasste drei Überfälle des litauischen Großfürsten Algirdas auf das Fürstentum Moskau in den Jahren 1368, 1370 und 1372. Algirdas organisierte die Überfälle gegen Fürst Dmitri Donskoi zur Unterstützung des Fürstentums Twer, dem Hauptrivalen Moskaus. In den Jahren 1368 und 1370 belagerten die Litauer Moskau, schafften es aber nicht, den Kreml einzunehmen. Im Jahr 1372 wurde das litauische Heer in der Nähe der Festung Ljubutsk aufgehalten, wo nach einem Patt der Vertrag von Ljubutsk geschlossen wurde. Die Litauer erklärten sich bereit, ihre Unterstützung für Twer einzustellen, das 1375 besiegt wurde. Michail II. von Twer musste Dmitri als „älteren Bruder“ anerkennen.

## Hintergrund
Der Einfluss und Macht des Fürstentums Moskau wuchs im 14. Jahrhundert stetig, und Moskaus Interessen begannen, mit denen Litauens zu kollidierten. Nach der Schlacht am Blauen Wasser im Jahr 1362 übernahm Litauen das Fürstentum Kiew und wurde ein direkter Nachbar Moskaus. Im Jahr 1368 wurde Michail II. Fürst von Twer. Dmitri Donskoi und Alexey, Metropolit von Kiew und Moskau, luden Michail nach Moskau ein und inhaftierten ihn. Michail wurde freigelassen, als Gesandte der Goldenen Horde eintrafen und Dmitri eine Einmischung der Tataren in den Streit zwischen Moskau und Twer fürchtete. Michail floh nach Litauen und bat Algirdas von Litauen, der mit seiner Schwester Uljana von Twer verheiratet war, um Hilfe. Algirdas beschloss, dem Fürstentum Twer, dem Hauptrivalen Moskaus, beizustehen, und versuchte, Michail als Großfürst von Wladimir-Susdal, einem langjährigen Besitz Moskaus, einzusetzen.

## Konflikt

### Erster litauischer Überfall
Im Jahr 1368 versammelte Algirdas ein großes Heer, zu dem auch sein Bruder Kęstutis und Truppen aus Twer und Smolensk gehörten. Das Heer wurde im Geheimen zusammengestellt und marschierte in aller Stille, um die Russen nicht vorzuwarnen. Nachdem sie die litauisch-russische Grenze überquert hatten, begannen die Litauer Dörfer zu plündern und niederzubrennen, während die Russen in aller Eile eine Verteidigungsstreitmacht unter dem Kommando von Dmitrij Minin (Bojar von Dmitri Donskoi) und Akinfjew Schuba (Bojar von Wladimir dem Kühnen) aufstellten. Die Litauer eroberten Obolensk und töteten Fürst Konstantin Obolenski. Am 21. November 1368 besiegten die Litauer die russischen Verteidigungskräfte am Fluss Trosna und töteten ihre Befehlshaber und weitere Bojaren. Dmitrij Donskoi zog sich in den Moskauer Kreml zurück, hinter die erst wenige Monate zuvor fertig gestellten Mauern. Er befahl, den Possad zu verbrennen, damit die russischen Verteidigungskräfte eine bessere Position erhielten. Die Litauer umstellten den Kreml und plünderten, zogen sich aber drei Tage später zurück, ohne einen ernsthaften Versuch zu unternehmen, die Festung einzunehmen.

### Zweiter litauischer Überfall
Anfang 1370 griff Moskau Twer und Brjansk an. Michail II. von Twer reiste zur Goldenen Horde und erwarb die Anrechte für den Thron von Wladimir. Michail versuchte, seine Herrschaft in Wladimir zu errichten, scheiterte jedoch und musste sich nach Litauen zurückziehen, wo er um Hilfe bat. Ende November 1370 organisierte Algirdas den zweiten Überfall auf Moskau. Zu seinen Truppen gehörten sein Bruder Kęstutis, Michail II. von Twer und Swjatoslaw II. von Smolensk. Am 26. November belagerte das litauische Heer Wolokolamsk. Die Schlacht dauerte zwei Tage. Die Litauer töteten Fürst Wassili Iwanowitsch Beresuyski, den Befehlshaber der Verteidigungsanlagen der Stadt, konnten die Stadt aber nicht einnehmen. Die Litauer marschierte weiter und belagerte Moskau am 6. Dezember. Algirdas’ Truppen brandschatzten und plünderten, schafften es aber nicht, den Kreml der Stadt einzunehmen, wohin sich Dmitri Donskoi zurückgezogen hatte. Diesmal hatte Donskoi Verbündete versammelt, dazu gehörten sein Cousin Wladimir der Kühne in Peremyschl Moskowski und Fürst Wladimir von Pronsk mit Truppen aus Rjasan. Daher wurde ein Waffenstillstand geschlossen und Algirdas zog sich nach acht Tagen zurück.

### Zwischen den Überfällen

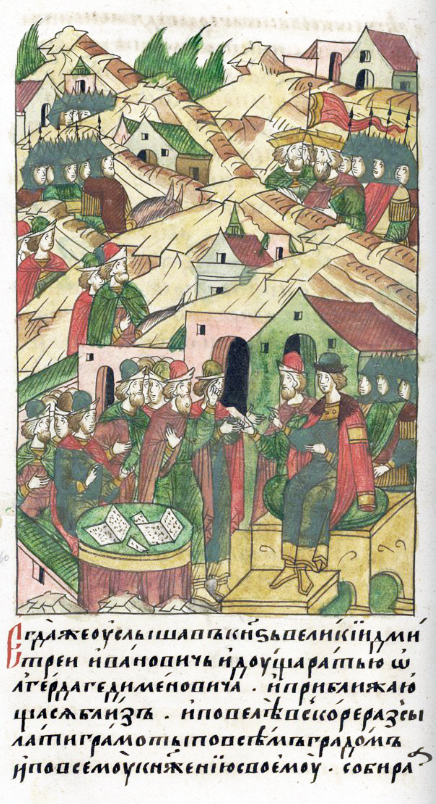
Dmitri Donskoi bittet in Briefen um Hilfe gegen Algirdas während des Krieges (1368–1372)

Nach dem Überfall von 1370 exkommunizierte Alexey alle russischen Fürsten, die die Litauer unterstützten; diese Exkommunikationen wurden rasch von Patriarch Philotheos Kokkinos von Konstantinopel bestätigt. Algirdas antwortete mit einem eigenen Brief, in dem er die von den Russen begangenen Ungerechtigkeiten auflistete. Algirdas beschwerte sich insbesondere darüber, dass Dmitrij Donskoi neun litauische Festungen an der oberen Wolga und der Oka angegriffen hatte, und forderte die Ernennung eines neuen Metropolitanbischofs für Litauen. Der Patriarch schickte den Apokrisiar Kiprian nach Litauen, um Nachforschungen anzustellen. Algirdas gelang es, Kiprian für sich zu gewinnen und ihn schließlich zum Metropoliten von Kiew und der gesamten Rus’ zu ernennen. Algirdas wollte offenbar auch Frieden, denn seine Tochter Helena heiratete Ende 1371 Wladimir den Kühnen. In der Zwischenzeit konkurrierten Twer und Moskau weiter um das Fürstentum Wladimir-Susdal.
Im Frühjahr 1372 überfielen die Litauer erneut russische Gebiete. Diesmal war Algirdas nicht dabei. Das litauische Heer wurde von Kęstutis und seinem Sohn Vytautas und Algirdas’ Sohn Andrei von Polotsk befehligt. Sie griffen Pereslawl-Salesski an, brannten die Possad und die Kirchen nieder, plünderten und forderten ein Lösegeld. Zur gleichen Zeit griff Michail II. von Twer Dmitrow an. Dann griffen die beiden Armeen Kaschin an, und der Herzog von Kaschin erkannte die Oberhoheit von Twer an. Danach zog sich die litauische Armee über Twer und Torschok zurück.

### Dritter litauischer Überfall
Der dritte und letzte Feldzug von Algirdas wurde im Sommer 1372 organisiert. Diesmal marschierte Dmitri Donskoi mit seinem Heer den Invasoren entgegen, und das litauische Heer wurde in der Nähe von Ljubutsk, einer Festung an der Oka nordöstlich von Tula, aufgehalten. Die litauischen Vorhut wurden besiegt und musste sich zurückziehen. Die beiden Armeen waren durch eine steile Schlucht getrennt, die sich nicht für einen Kampf eignete. Nach einer Zeit des Wartens wurde der Vertrag von Ljubutsk geschlossen. Algirdas erklärte sich bereit, die Förderung von Michails Ansprüchen auf das Fürstentum Wladimir aufzugeben und damit die Unterstützung Litauens für Twer zu beenden.

## Nachwirkung
Michail II. von Twer beendete seinen Krieg mit Moskau nicht. Er versuchte weiter eine Herrschaft über Wladimir zu errichten. Dmitri Donskoi stellte ein großes Heer auf und belagerte Twer. Dmitri hatte die Unterstützung vieler russischer Herzöge, darunter Swjatoslaw II. von Smolensk, der 1370 für Michail gekämpft hatte (die Litauer rächten sich dafür, indem sie Smolensk im Herbst 1375 überfielen). Angesichts der überwältigenden Übermacht und der Tatsache, dass er keine litauischen Verbündeten hatte, erklärte sich Michail am 3. September 1375 bereit, Dmitri als älteren Bruder anzuerkennen, und verzichtete auf unabhängige Verhandlungen mit den Litauern oder der Goldenen Horde. Während Michail seinen Titel als Fürst von Twer behielt, wurde das Fürstentum Twer von Moskau abhängig.
Die Feldzüge gegen Moskau verbrauchten viele Ressourcen zu einer Zeit, als Litauen einen weiteren Krieg mit dem Deutschen Orden führte und mehrere Niederlagen erlitt, insbesondere in der Schlacht bei Rudau im Februar 1370. Die Raubzüge waren eine taktische Niederlage. Litauen gewann kein neues Gebiet und verlor mit Twer einen seiner zuverlässigsten Verbündeten. Sie stärkten das Prestige und den Einfluss Moskaus in der Rus' und führten dazu, dass die litauische Ostexpansion in slawische Gebiete zu einem Ende kam. Der Konflikt bildete den Auftakt zu einer Reihe Russisch-Litauischer Kriege, da Moskau begann Anspruch auf alle Gebiete der alten Kiewer Rus zu erheben, die zum Litauer Staat gehörten.

## Darstellung in der Chronik von Bychowiec
Die Überfälle wurden in den frühen litauischen Chroniken nicht erwähnt. Die Bychowiec-Chronik, eine späte und im Allgemeinen unzuverlässige Quelle, führte den Krieg in die litauische Geschichtsschreibung ein. Die Chronik fasste die drei Überfälle zu einem einzigen zusammen und fügte einen wortgewaltigen Austausch von Drohungen zwischen Algirdas und Dmitri Donskoi hinzu. In einer der Drohungen verspricht Algirdas, Dmitri mit seinem Speer zu küssen und seinen Speer an die Kremlmauer zu lehnen. Daraufhin fällt Algirdas in das Fürstentum Moskau ein, und Dmitri Donskoi bittet um Frieden und bietet ein hohes Lösegeld. Algirdas nimmt das Angebot an, lehnt aber, wie versprochen, seinen Speer an der Kremlmauer an. Dieser poetische Symbolismus wurde von polnischen Historikern wie Maciej Stryjkowski und späteren Historikern mit verschiedenen Modifikationen wiederholt.
Die Beschreibung in der Bychowiec-Chronik ist eindeutig ein Stück litauischer Propaganda. Die Chronik wurde in der ersten Hälfte des 16. Jahrhunderts verfasst, als Litauen und Moskau in eine Reihe von Kriegen verwickelt waren. Die Kriege waren für Litauen verheerend und es verlor einen großen Teil seines Territoriums, darunter das strategisch wichtige Smolensk. Daher nutzte die Chronik das historische Ereignis, um die Litauer zum Kampf zu ermutigen. Die Episode mit dem Speer wurde wahrscheinlich der polnischen Geschichtsschreibung entlehnt. So soll König Bolesław I. von Polen 1018 mit seinem Schwert (Szczerbiec) gegen das Goldene Tor in Kiew geschlagen haben.